# Farnoldia jurana
Farnoldia jurana är en lavart som först beskrevs av Schaer., och fick sitt nu gällande namn av Hertel. Farnoldia jurana ingår i släktet Farnoldia och familjen Lecideaceae.  Arten är reproducerande i Sverige. Inga underarter finns listade i Catalogue of Life.